# Bankinter
Bankinter, S.A. er en spansk bankkoncern med hovedkvarter i Madrid. Den blev børsnoteret på Bolsa de Madrid i 1972. Virksomheden blev etableret i 1965 ved et joint venture mellem Banco Santander og Bank of America. I 1972 blev banken uafhængig. I 2019 var omsætningen på 1,391 mia. euro, der var 6.078 ansatte og 84 kontorer.